# Frontera entre Francia y Luxemburgo
La frontera entre Francia y Luxemburgo se extiende sobre 73 kilómetros de longitud, al noreste de Francia y al sur de Luxemburgo.

## Descripción
Inicia al oeste en el punto triple Bélgica-Francia-Luxemburgo (49° 32′ 47″ N, 5° 49′ 07″ E), en la conjunción del municipio belga de Aubange (provincia de Luxemburgo), del municipio francés de Mont-San Martín (departamento de Meurthe y Mosela) y del municipio luxemburgués de Pétange (cantón de Esch-sur-Alzette). Este punto está ubicado sobre el río Chiers.
Sigue luego en dirección hacia el este hasta el punto triple Alemania-Francia-Luxemburgo (49° 28′ 10″ N, 6° 22′ 02″ E), en la conjunción del municipio alemán de Perl (estado del Sarre), del municipio francés de Apach (departamento de Mosela) y del municipio luxemburgués de Schengen (cantón de Remich). Este punto está ubicado sobre el río Mosela.

## Historia

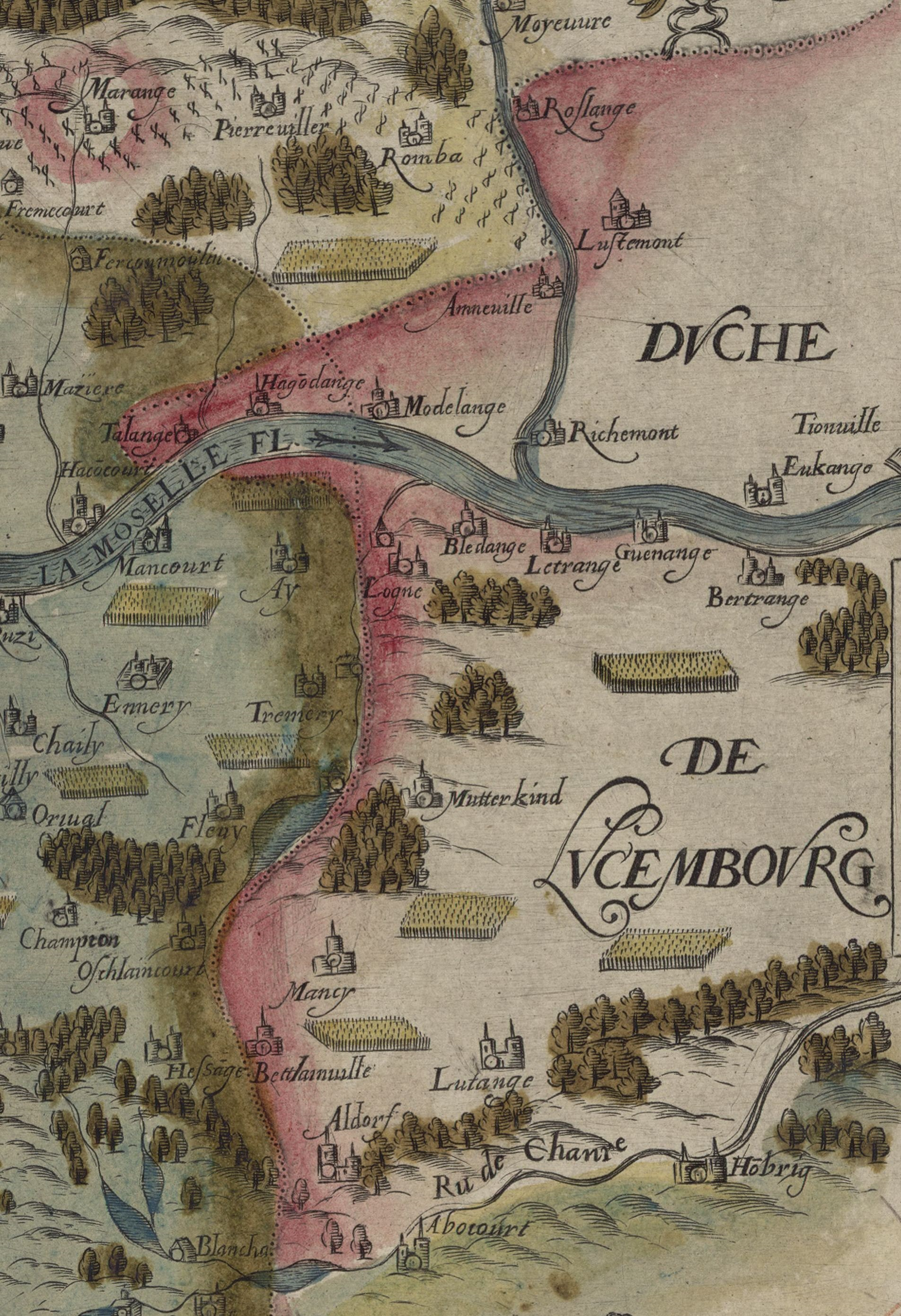
Frontera entre el país messin y Luxemburgo en 1610. Incluía el enclave luxemburgués de Marange.

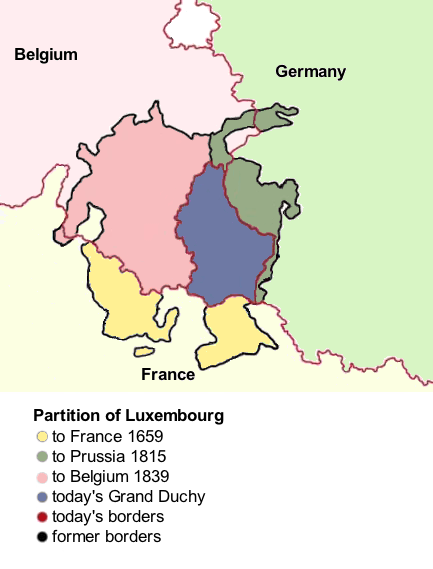
Reparticiones de Luxemburgo de 1659 a 1839.

Cuando la provincia de Tres-Évêchés se creó en 1552, también se creó la primera frontera franco-luxemburguesa: ésta se ubicaba entre el norte del distrito de Metz y el sur del de Thionville.
Los pueblos fronterizos de Hussigny y de Rédange, fueron cedidos por Luxemburgo a Lorena en 1602.
Después del tratado de los Pirineos en 1659, a pesar de los cambios acontecidos en los dinastías de sus soberanos, la superficie territorial de Luxemburgo no experimentó hasta en 1795 ninguna variación, excepto aquellas convenidas por María-Teresa y el rey de Francia relatadas en los tratados de límites de los años 1769 y 1779.

### Convención del 16 de mayo de 1769
La convención del 16 de mayo de 1769 puso término a la existencia de varios enclaves en ambos países, e igualmente formó un nuevo trazado de la frontera: «El Arroyo de Frisange servirá de límites en esta parte, desde el sitio donde sale del Territorio de Frisange, hasta aquel donde entra en el Territorio de Ganderen, y de este punto, tirando de hasta Mosela, el límite subsistirá tal cual es ahora, de manera que Ganderen, Beyern y todo lo que pertenece actualmente en deçà de ladite a la Emperatriz Reina Apostólica, pertenecerá a partir de ahora a Francia».
El rey francés cedió a la emperatriz-reina, vía el artículo XVIII, sus derechos, pretensiones y posesiones sobre los pueblos y lugares situados a la izquierda del arroyo Frisange. Su majestad la emperatriz-reina renunció con respecto a ella, vía el artículo XIX, a todas pretensiones sobre las distinciones que hasta aquí Francia había pretendido poseer a título de dependencias de Thionville, que están ubicadas a la derecha del arroyo Frisange y del límite marcado por el artículo XVIII.

### Convención del 29 de diciembre de 1779
El rey de Francia cedió a la emperatriz-reina, sobre la frontera de Luxemburgo, el pueblo, tierra y distinción de Sompthonne, así como la cense del Haillon con sus pertenencias, dependencias y anexos (artículo XXIX). la emperatriz-reina cedió al rey, en la misma provincia, los pueblos de Gernelle y de Rumelle, paralelamente con sus pertenencias, dependencias y anexos (artículo XXX).

### sigloXIX
Los municipios de Évrange y de Hagen estuvieron reunidas por decreto del 12 de abril de 1811 a Frisange (en aquellos tiempos en el departamento de los Bosques) ; después reintegradas a Mosela, en virtud del tratado de 1814.
Antes la Revolución, el pueblo de Manderen, enclave en Lorena, pertenecía en los Países Bajos Austríacos como dependiente de Luxemburgo. Tras las conquistas de Francia, este pueblo estuvo clasificado en el departamento de los Bosques (cantón de Luxemburgo). Ocupado por Prusia en 1815, el pueblo fue cedido finalmente por ésta a Francia en 1829.
De 1871 a 1918, como consecuencia del anexión alemana, la frontera franco-luxemburguesa se redujo a una línea que iba de Mont-San Martín hasta Hussigny-Godbrange.

### sigloXXI
La última modificación del trazado de la frontera fue hecha de 2007 con el intercambio de terrenos de una superficie total de 87 679 m² entre el municipio francés de Russange y aquella luxemburgués de Sanem, al oeste de Esch-sur-Alzette, en el marco de un proyecto de reconversión de las plantas siderurgicas en los polos terciario y universitario.

## Lista de municipios en la frontera

### Comunes francesas

#### Meurthe y Mosela
Mont-San Martín, Longlaville, Saulnes, Hussigny-Godbrange.

#### Mosela
Rédange, Russange, Audun-el-Tiche, Ottange, Volmerange-las-Minas, Zoufftgen, Hagen, Évrange, Baja-Rentgen, Mondorff, Puttelange-lès-Thionville, Beyren-lès-Sierck, Elevada-Kontz, Contz-los-Baños, Sierck-los-Baños, Apach.

### Lado luxemburgués
- Comunas : Pétange, Differdange, Sanem, Esch-sobre-Alzette, Rumelange, Kayl, Dudelange, Bettembourg, Roeser, Frisange, Dalheim, Mondorf-los-Baños, Burmerange, Schengen
- Divisiones superiores : cantón de Esch-sur-Alzette, cantón de Remich